# Rob Grill
Robert Frank „Rob“ Grill (* 30. listopadu 1943, Los Angeles, Kalifornie, USA - 11. července 2011, Mount Dora, Florida, USA) byl americký zpěvák, baskytarista a skladatel, nejvíce známý jako člen rockové skupiny Grass Roots.